# 土井雪広
土井 雪広（どい ゆきひろ、1983年9月18日 - ）は、山形県出身の元自転車プロロードレース選手である。2018年までマトリックス・パワータグに所属。DAZNやGCNなどの自転車競技中継における解説者としても活動している。

## 経歴
小学生時にアルペンスキーのトレーニングの一環として自転車に乗り始め、中学生時に本格的にロードレースに転向する。
別府史之とは同い年のライバルとして何度も対決している。
山形電波工業高等学校、法政大学を経て、2004年よりシマノレーシング（後のアルゴス・シマノ）でプロ入り。2005年からは主に欧州でレース参戦することになった。
2007年
- ツアー・オブ・シャム総合2位
- ツール・ド・ランカウイ総合8位
- ツール・ド・北海道総合5位及び山岳賞獲得

2008年
- アムステルゴールドレース110位
- ドイツ・ツアー総合33位（新人賞10位）
- ブリクシア・ツアー第1ステージbにてチームタイムトライアルながらステージ勝利を飾っている。
- 宇都宮で開催されたジャパンカップサイクルロードレースにおいて日本人最高位の総合9位、アジア最優秀選手に選ばれた。

2010年
- ツアー・オブ・ターキー総合6位。

2011年
- ブエルタ・ア・エスパーニャに日本人として初出場。第1ステージはチームタイムトライアルで7位。第6ステージでは逃げを決めるもののラスト28Kmで吸収。第7ステージでは集団の先頭を牽引し、エーススプリンターマルセル・キテルによるスキル・シマノ初のグランツール勝利に貢献。

2012年
- 全日本自転車競技選手権大会ロード･レース優勝。
- ブエルタ・ア・アンダルシア　総合42位
- ブエルタ・ア・ムルシア 総合104位
- カタルーニャ一周 総合38位
- ヘル・ファン・ヘット・メルヘラント　32位
- ブエルタ・ア・エスパーニャ 総合139位

2013年
- TeamUKYOへ移籍[1]。
- ツール・ド・イーストジャワ　総合4位
- ツール・ド・熊野　総合5位

2014年
- ツアー・オブ・イラン　総合10位

2015年
- ツール・ド・台湾 総合6位

2017年
- ツール・ド・栃木 総合10位
- ジャパンプロツアー大分大会 優勝

2018年
- 現役引退[2]